# Мурашина кислота
Мураши́на кислота́ (систематична назва метанова кислота, англ. Formic acid), H-COOH — безбарвна рідина з різким запахом, кипить при 101 °С. Розчиняється у воді в будь-яких пропорціях. Викликає опіки на шкірі. Міститься у виділеннях залоз мурашок, а також у деяких рослинах (у листі кропиви).
Мурашину кислоту широко використовують у хімічній промисловості як відновник при синтезі органічних речовин, а також для добування щавлевої (оксалатної кислоти) в харчовій промисловості — як консервуючий і дезинфікуючий засіб, у медицині — як засіб розтирання при ревматизмі. Також використовують в органічному синтезі, текстильній промисловості, виробництві фарб, гуми.

## Отримання

### Гідроліз солей
Один із промислових методів добування метанової кислоти полягає у взаємодії її солей із сульфатною кислотою:
{\displaystyle \mathrm {2HCOONa+H_{2}SO_{4}\ \rightarrow 2HCOOH+Na_{2}SO_{4}\!} }
Солі мурашиної кислоти можуть бути отримані як пробічні продукти синтезу поліолів, наприклад, пентаеритритолу, або реакцією монооксиду вуглецю з основою:
{\displaystyle {\ce {NaOH + CO -> HCOONa}}}
Реакцію основи з монооксидом вуглецю проводять за підвищеної температури та тиску.

### Гідроліз метилформіату
Також важливим методом є карбонілювання метанолу з подальшим гідролізом отриманого естеру:
{\displaystyle {\ce {HOCH3 + CO ->[CH_3O^-] HCOOCH3}}}
{\displaystyle {\ce {HCOOCH3 + H2O ->HCOOH + CH3OH}}}
Перша реакція відбувається у присутності основи, за температури 80 °C і тиску 4,5 МПа.

### Гідрогенування діоксиду вуглецю
Ще одним способом отримання мурашиної кислоти є реакція діоксиду вуглецю з воднем у присутності третинних амінів:
{\displaystyle {\ce {CO2 + H2 + NR3 -> HCOO- [HNR3]+}}}
Реакцією проводять зазвичай у суміші спирту та третинного аміну за температури 50–70 °C та тиску 10–12 МПа. Потрібен каталізатор, наприклад, рутеній. Потім комплекс з аміном розкладають за температури 150–185 °C.
{\displaystyle {\ce {HCOO- [HNR3]+ ->HCOOH + NR3}}}

## Хімічні властивості

### Реакції карбонових кислот
Мурашина кислота є найсильнішою карбоновою кислотою, що не містить замісників.
При реакції зі спиртами утворюються естери, при чому додатковий кислотний каталізатор не потрібен, оскільки мурашина кислота сама є досить сильною кислотою, аби каталізувати реакцію естерифікації:
{\displaystyle {\ce {HCOOH + ROH <=>HCOOR + H2O}}}
При реакції з амінами утворюються аміди:
{\displaystyle {\ce {HCOOH + HNR2 -> HCONR2 + H2O}}}
Приєднує алкени й алкіни, утворюючи естери:
{\displaystyle {\ce {HCOOH + CH2=CH-R -> HCOO-CH2-CH2-R}}}
{\displaystyle {\ce {HCOOH + HC#C-R -> HCOO-CH=CH-R}}}

### Реакції альдегідів
У молекулі мурашиної кислоти міститься альдегідна група -СОН. Тому вона, як і альдегіди, окиснюється перманганатом калію, оксидом срібла(I) у розчині аміаку (тобто дає реакцію «срібного дзеркала»).
Може також відновлювати органічні сполуки. При реакції з кетонами й аміаком утворюються аміни (реакція Лейкарта).

### Розклад
Може розкладатися або на монооксид вуглецю і воду, або на діоксид вуглецю і водень. Перша реакція каталізується мінеральними кислотами, інгібується водою. Друга реакція каталізується металами.
{\displaystyle {\ce {HCOOH -> H2O + CO}}}
{\displaystyle {\ce {HCOOOH -> H2 + CO2}}}